# 阳春市
阳春市，是中国广东省所辖的县级市，由阳江市代管，位于广东省西南部，漠阳江中上游。市境与阳江市的江城区、阳东区、阳西县，茂名市的电白区、高州市、信宜市，云浮市的云安区、罗定市、新兴县以及江门市的恩平市接壤，毗邻珠江三角洲、香港、澳门。全市总面积4054.7平方公里，是目前仅次于英德市的广东省面积第二大县（县级市）。市人民政府驻地为春城街道。
阳春市以汉族人口居多，有瑶、壮等少数民族。至2019年，阳春市辖15个镇和2个街道办事处，市政府驻在春城街道。

## 歷史

### 建置沿革

#### 古代
战国（前3世纪），为百越地。
秦始皇二十六年（前221年），秦兵第一次南征百越下岭南，置南海郡，阳春地属之。秦始皇三十三年（前214年），秦兵第二次南征百越，在岭南置南海、桂林、象三郡，阳春地属桂林郡。
汉元鼎六年（前111年），为合浦郡高凉县地。
三国吴赤乌元年（238年）置莫阳县，属高兴郡，为阳春地建县之始。
晋太康元年（280年），省高兴郡，莫阳县属高凉郡。今县境北部为苍梧郡临允县地。
南朝宋元嘉年间，在原临允县南部（即今县境北部和西北部）分置龙潭县、甘东县（南朝齐更名为甘泉县），均属新宁郡。
南朝梁普通四年（523年），撤销莫阳县，改设阳春郡并置阳春县，这是以“阳春”名建县之始。阳春郡辖阳春、甘泉二县。
隋开皇十年（590年），撤销阳春郡，以阳春县属高州；龙潭县改称铜陵县，分甘泉县置西城、流南（开皇十八年曾改称南流）二县，均属端州。大业二年（606年）复置高凉郡，阳春县属之；撤销西城、流南二县，并入铜陵县，属信安郡辖。
唐武德四年（621年）置春州，州治在今春城镇城区，并恢复流南县，春州领阳春、流南二县。同年又分春州置勤州（又称铜陵郡），从铜陵县分置富林县；勤州领铜陵、富林二县。春、勤二州隶属于岭南道。武德五年（622年）恢复西城县，属春州；撤销勤州，将富林县并入铜陵县。不久，西城、流南二县并入阳春县。万岁通天二年（697年）恢复勤州，辖铜陵县。长安二年（702年）又撤勤州，铜陵县改属春州。开元十八年（730年）复置勤州及富林县，勤州领铜陵、富林二县。天宝元年（742年）春州又称南陵郡，并析阳春县置罗水县属之；勤州又称云浮郡。乾元元年（758年）春州仍领阳春、罗水二县；勤州由富林徙治于铜陵，又称铜陵郡，领铜陵、富林二县。
五代（907-960年），属南汉，复置流南县，春州领阳春、罗水、流南三县；勤州领铜陵、富林二县。
宋开宝五年（972年）撤销春州，阳春、罗水、流南三县改属恩州。次年，复置春州，撤销勤州；并将富林县并入铜陵县，罗水、流南二县并入阳春县；春州领阳春、铜陵二县。大中祥符九年（1016年）撤销春州，阳春县改称新春县，属新州辖。天禧四年（1020年）再复春州，把新春县复称阳春县，春州领阳春、铜陵二县。熙宁六年（1073年）废春州，把铜陵县并入阳春县，阳春县属南恩州。
元代沿宋制，阳春县仍属南恩州（至元十三年至十八年曾改称南恩路）。
明洪武二年（1369年）阳春县改属肇庆府。万历五年（1577年）十一月从阳春县划出富林及西部山区（即今河㙟镇的云帘，松柏镇的云容、双黄、北河，圭岗镇，永宁镇，花滩林场，山坪乡的长沙、丰垌、岳埇，双滘镇的五星、根子、榕木等地）并入东安县（后于民国3年改称云浮县）。
清代沿明制，阳春县仍属肇庆府。咸丰、同治年间，原属阳春县思良都那乌堡的岑垌，因客家军战乱，造成居民流离、田园荒废。乱平后，恩平县人向该县承充开垦，阳春县无人过问，遂归恩平县辖。

#### 现代
据清光绪二年（1876年）石瑞昌主修的《肇庆府志》舆图及清光绪年间两广总督张人骏主修的《广东舆地全图》的阳春县图中记载，南浦属阳春县地。民国3年（1914年）东安县改称云浮县后，南浦属云浮县。
民国元年至13年（1912-1924年）阳春县属肇罗阳镇守使管辖。民国14年属广东省第七行政区专员公署（署治茂名）管辖。民国25年10月改隶广东省第三行政区督察专员公署（署治高要）。民国27年1月改属广东省第七行政区专员公署（署治茂名）。民国38年2月改隶广东省第十行政区专员公署（署治台山）。
1949年10月22日，中华人民共和国政府控制阳春县，同时云浮县西山特别区事实上交由阳春县代管，与阳春一道隶属广东省粤中地区专员公署（署治江门）。
1950年7月5日，根据上级许可，正式把原来明代由阳春县划出并入东安县的西部山区，从云浮县划出归属阳春县辖地，阳春县境才固定现在的规模。
1952年5月4日阳春县改属广东省粤西行政区（因署治湛江，1956年2月20日后改称为湛江专区、湛江地区）。
1958年11月至1961年3月阳春县与阳江县合并，称两阳县，为两阳县辖地。阳春与阳江合并为两阳县后，将原阳春县漠阳公社蟠龙的上洒、大㙟、木头垌3条村划给原阳江县大八公社，1961年3月分为阳春、阳江两县时，这3条村没归还阳春县，遂从此一直属阳江县辖。
1961年3月25日复设阳春县至今。
1983年9月1日改属江门市管辖直至1987年底。
1988年1月7日，阳春县改属阳江市管辖至今。
1994年5月4日，阳春县升格为县级阳春市，由广东省人民政府委托阳江市代管至今。

### 1949年以後区划变动

#### 1949年10月至1958年8月（区、镇、乡制）
中华人民共和国建立初期，全县（不包括西山）仍按民国时期的建制6个区，下辖3个镇、39个乡。    
1950年7月5日，中共阳春县委根据上级决定，正式收回西山特别区（原明代万历五年划给东安县的县境西部山区，后称”云浮飞地”）。
1950年8月7日，把西山特别区（今圭岗、永宁镇）设为第七区，下辖大水、那霖、三垌、北河、永宁、八甲（今永宁镇之新江，非现在阳春市之八甲镇）、庙龙、双江等8个乡，区址设在圭岗圩。
1951年6月7日经广东省人民政府批准，附城镇列为乡级镇；后于8月升为区级镇。同年11月1自，全县由7个区调整为8个区，从原第七区划出八甲（新江）、双江、庙龙、永宁4个乡设第八区，区址设于永宁圩。
1952年4月调整行政区划，全县为8个区，下辖47个乡改设为149个乡，3个镇建制不变（2个乡级镇，1个区级镇）。
1953年8月4日，土改复查后再次调整行政区划。全县划为14个区、1个区级镇、190个乡（镇）。
1956年1月，阳春县人民政府改称阳春县人民委员会，各区设区公所（为县的派出机构），各区规模不变。全县14个区都以区公所的所在地命区名，第一区改为附城区，第二区改为马水区，第三区改为合水区，第四区改为春湾区，第五区改为松柏区，第六区改为河区，第七区改为圭岗区，第八区改为永宁区，第九区改为三甲区，第十区改为双滘区，第十一区改为八甲区，第十二区改为潭水区，第十三区改为河口区，第十四区改为岗尾区，县城镇不变。
1957年4月21日至5月，撤区并大乡，全县由原来186个小乡合并为36个大乡、4个镇，撤销原有区的建制，同时乡以下设农业生产合作社（不属于行政建制）。
1958年4月再行并乡，全县由原来36个乡、4个镇，合并为14个乡、1个镇。14个乡是：附城乡（崆峒乡并入）、马水乡、岗尾乡（潭簕乡并入）、合水乡（㙟仔、共和乡及合水镇并入）、春湾乡（新龙、茶园乡及春湾镇并入）、松柏乡（北河乡并入）、河㙟乡（阳三、石望乡并入）、圭岗乡（那林、山根、三垌乡并入）、永宁乡（新江、硖石、庙龙乡并入）、三甲乡（庞洞、山坪乡并入）、双滘乡（大陈乡并入）、八甲乡（乔连、黄垌乡并入）、潭水乡（东湖乡及潭水镇并入）、河口乡（龙门乡并入）。1个镇是县城镇。

#### 1958年9月至1983年8月（人民公社体制）
1958年9月3日在原岗尾乡成立第一个人民公社——岗尾人民公社。至10月1日止，其他13个乡相继成立人民公社，除附城乡与县城镇合并改称为”附城红旗人民公社”外，均按原乡名为人民公社名称。
同年10月12日，根据上级指示，中共阳春县委决定，再次把全县初建的14个人民公社合并为6个大公社，并重新命名。附城、马水、岗尾公社合并为漠阳人民公社；合水公社改为春东人民公社；春湾、松柏、河㙟公社合并为春北人民公社；三甲、双滘、八甲公社合并为春西人民公社；潭水、河口公社合并为春南人民公社；圭岗、永宁公社合并为西山人民公社。
1958年11月4日，阳春、阳江两县合并为两阳县。于是月中旬，把春东人民公社并入漠阳人民公社，原阳春县境建立5个大公社。至28日，为便利当地习惯，各公社重新更名，原漠阳公社改为春城公社，春北公社改为春湾公社，春南公社改为潭水公社，春西公社改为三甲公社，西山公社改为圭岗公社。
1959年1月30日，两阳县把原春城人民公社分为春城和春城镇人民公社，并把原岗尾公社并入漠阳公社前的范围划入双捷人民公社管辖。2月又析春城人民公社设合水人民公社。
1959年5月，因公社规模过大，不便领导，两阳县把19个公社分为27个公社，原阳春县境由7个公社划分为春城、合水、春湾、河㙟、圭岗、三甲、双滘、潭水、岗尾等9个人民公社。随之，把原来的生产管理区改称为生产大队。各公社下共设生产大队158个，生产队2949个。
1961年4月，两阳分县后，阳春县下设春城镇、附城、马水、合水、陂面、春湾、茶园、松柏、河㙟、石望、圭岗、永宁、三甲、八甲、山坪、双滘、河口、潭水、岗美、水上等20个人民公社。
1961年5月，全县又重新确定划分39个农村公社、1个城镇公社和1个水上公社，即：附城、河西、马水、合水、陂面、春湾、潭寮、茶园、新龙、松柏、北河、河㙟、阳三、石望、圭岗、三垌、那林、山根、永宁、硖石、新江、庙龙、三甲、山坪、庞洞、双滘、大陈、黄江、八甲、乔连、黄垌、潭水、东湖、凤来、河口、龙门、岗美、轮水、潭簕公社，春城镇公社和水上公社。公社下设生产大队525个，生产队6640个。    
同年6月，再次调整公社、大队、生产队规模。调整后，为43个农村公社、560个大队、7060个生产队，以及4个城镇和一个水上公社。至7月，实行以大区管理小公社，全县设立7个区管理农村公社，即：春城区、合水区、春湾区、圭岗区、永宁区、三甲区、潭水区。至11月18日，人民公社体制再次调整，全县7个区，管理45个农村公社、3个城镇公社：春城区辖附城、河西、马水、石菉、岗美、轮水、潭簕等7个公社；合水区辖合水镇、合水、陂面、潭寮、茶河、㙟仔等6个公社；春湾区辖春湾镇、春湾、茶园、新龙、松柏、北河、青山、河㙟、阳三、石望、交简等11个公社；圭岗区辖圭岗、山根、三垌、大㙟（那林）等4个公社；永宁区辖永宁、新江、庙龙、硖石等4个公社；三甲区辖三甲、庞洞、山坪、双滘、大陈、黄江、八甲、乔连、黄垌等9个公社；潭水区辖潭水镇、潭水、盘安、凤来、河口、黄蔃、龙门等7个公社；春城镇公社和水上公社则为县直辖。全县各公社下辖599个大队，7189个生产队。
1963年1月，又调整社队规模，撤销区的建制，把原45个农村公社、4个镇公社、1个水上公社，合并为附城、马水、岗美、合水、春湾、松柏、河㙟、石望、圭岗、永宁、三甲、双滘、八甲、潭水、河口、春城镇等16个公社和水上公社（后于1964年11月5目改称为“水上运输联社”），下辖279个大队。
1966年6月，“文化大革命”开始。1968年8月后，县、公社、大队三级体制相继冠以“革命委员会”名称，代行党政领导权；生产队冠以“革命领导小组”名称。直至1980年12月恢复“阳春县人民政府”后，各公社、大队恢复“管理委员会”名称。这期间，曾于1975年10月从合水公社分设陂面公社，1979年1月，从附城公社分设河西公社，从春湾公社分设卫国公社，从三甲公社分设山坪公社。自此以后，公社规模基本稳定，但大队、生产队仍有个别调整。至1980年底，全县划分19个农村公社以及春城镇公社、水上联社，共有农（渔）业大队307个、生产队8692个。
1981年6月17日，撤销春城镇公社建制，恢复春城镇人民政府。

#### 1983年8月（区/镇乡、乡/镇及村民委员会）
1983年8月28日，实行政社分开，撤销公社、大队建制，设立区、乡。将原来19个公社改称为区；原来300个农村大队调整为304个乡；春城镇（区级镇）下辖两个农业大队改称管理区，1个渔业大队和5个居委；水上联社不变。
1983年9月19日，从春湾区分设春湾镇人民政府（区级镇）。
1984年5月30日，从合水区分设合水镇人民政府，从潭水区分设潭水镇人民政府，均为区级镇。
1985年5月，水上联社改称为水运工商总公司，下设春湾、陂面（原合水）、春城、马水、岗美、河口、潭水、圭岗、春侨等9个分公司，以及水泥船厂、编织厂、水运供销公司等10个生产经营单位。
1985年6月，附城、河西两区合并为春城区，区公所与春城镇人民政府合署办公。同时，春湾区公所与春湾镇人民政府、合水区公所与合水镇人民政府、潭水区公所与潭水镇人民政府均合署办公。
1986年12月，撤区建乡镇，撤销原来18个区和304个乡的建制，全县重新划为18个乡（镇），其中14个镇、4个乡，乡镇下辖309个村民委员会和26个居民委员会。

#### 1992年至今（镇及村民委员会）
1992年，统一乡镇管理体制，阳春市下辖各乡镇统一为镇建制。
2003年11月28日，山坪镇并入三甲镇，卫国镇并入春湾镇。
2016年8月19日，春城街道河西片分出，设立河西街道，阳春市行政区划渐趋稳定。

## 行政区划
阳春市下辖2个街道办事处、15个镇：
春城街道、河西街道、河㙟镇、松柏镇、石望镇、春湾镇、合水镇、陂面镇、圭岗镇、永宁镇、马水镇、岗美镇、河口镇、潭水镇、三甲镇、双滘镇、八甲镇、石录矿区、花滩林场、东湖林场、河尾山林场、南山矿、阳春监狱和硫铁矿。

## 人口
2023年，阳春市户籍人口1221925人，其中城镇户籍人口380518人。全市常住人口882639人，其中城镇常住人口388291人。

## 地理
地理坐标为东经111°16’27"至112°09’22"，北纬21°50’36"至22°41’01"，地形以山地丘陵为主，漠阳江纵贯全市，周边是狭长的河谷盆地和小平原，阳春市属南亚热带季风气候，光、热、水资源丰富，四季温和，风调雨顺，年平均气温22℃，年平均降雨量2380毫米，年平均日照达2000小时。

## 交通
- 国道： 234国道、 325国道、 359国道
- 高速公路： 汕湛高速、 中阳高速、 罗阳高速
- 陽春站：廣茂鐵路、陽陽鐵路
- 潭寮站、陂面站、黑石崗站、石菉站、潭水站、三甲站、八甲站、熱水洞站：廣茂鐵路
- 春灣站：廣茂鐵路、春羅鐵路

## 风景名胜
- 凌霄岩
- 鹅凰嶂

## 特产
- 春砂仁：中国地理标志产品。获得“中国春砂仁之乡”的称号。
- 马水桔：中国地理标志产品

## 文化

### 语言
阳春本土方言有阳春白话（粤语）、涯话（客家话）、瑶语（勉语）。其中粤语使用人口70多万，客家话使用人口28万多，使用瑶语者约450人（瑶族人对外讲白话或涯话）。阳春白话属粤语高阳片，分春中、春西、春南、春北白话，各地语音有所差异，代表点分为春城、双滘、岗美、春湾等地，其中春城白话有最多的人口，占全市人口的50%以上。据县志记载，春中白话是历代派至阳春的驻军官兵所操的各种广州音系方言，是与大批迁徙而来的高要移民所讲的高要方言融合的结果；春北白话与新兴县话相互影响；春西白话与高州话相互影响；春南白话受阳江话影响较大，声调与阳江话基本相同。调值上，阳春与阳江有较大区别，当地人认为阳春话的声调更接近广州话。通过将阳春、阳江、广州的声调比较可以发现，阳春、阳江、广州同异互存，但阳春与广州有5个声调相似，与阳江只有2个声调接近。